# 拉塞爾 (北達科他州)
拉塞爾（英語：Russell）是位於美國北達科他州博蒂諾縣的非建制地區。

## 歷史
拉塞爾的郵局於1901年設立，其後於1958年停運。

## 地理
拉塞爾所處的海拔為高於海平面446米（即1463英呎），而該地所採用的時區為UTC-6，即北美中部时区（CST）。同時該地設有夏令時間，為UTC-6調快一小時，即UTC-5（CDT）。